# عامل عطش
عامل العطش هو عبارة عن عامل يتسبب في الشعور بالعطش. (الكلمة الإنجليزية مأخوذة من الكلمة اليونانية dypsa، وتعني «العطش» في حين أن اللاحقة -gen، تعني «خلق».)

## وظائف الأعضاء
يُعتقد أن هرمون أنجيوتنسين II يعد عامل عطش قويًا، وهو أحد منتجات ممر رينين-أنجيوتنسين، وهو عبارة عن آلية استتبابية لتنظيم الإلكتروليتات والمياه.